# پرنده‌نگری

یک پرنده‌نگر در حال دیدن پرندگان با لنزتلسکوپ در تالاب میانکاله مازندران

پرنده‌نگری گونه‌ای سرگرمی است که مربوط به دیدن و بررسی پرندگان در طبیعت می‌شود. پرنده‌نگری بخشی از فعالیت بوم‌گردی (اکوتوریسم) به‌شمار می‌آید. در ایران روز ۲۵ آبان برای این روز اختصاص یافته است.
فعال‌ترین فصل‌های سال برای پرنده‌نگری در منطقه گرمسیری به هنگام کوچ بهاره و کوچ پائیزه پرندگان است. در این فصول می‌توان بیشترین گونه‌های پرنده را دید زیرا آن گونه پرنده‌هایی که در منطقه ویژه‌ای آشیانه نمی‌سازند، در این فصل‌ها از شمال به جنوب کوچ می‌کنند و در میان دسته پرندگان مهاجر دیده می‌شوند.
تعداد پرنده‌نگرهای دنیا پیاپی رو به افزایش است، تا حدی که در کشورهای انگلیس و آلمان برابر طرفداران فوتبال، پرنده‌نگر وجود دارد. در ایران نیز روز به روز بر شمار دوستداران پرندگان و پرنده‌نگری افزوده می‌شود.
پرنده‌نگری جزو هیچ‌یک از شاخه‌های علوم محسوب نمی‌شود و یک پرنده‌نگر در زمره محققان به‌شمار نمی‌رود. بلکه پرنده‌نگری یکی از زیر شاخه‌های اکوتوریسم یا طبیعت‌گردی است. پرنده‌شناس‌ها بسیار جزیی‌تر از پرنده‌نگرها به پرندگان نگاه می‌کنند و تنها هدف‌های مطالعاتی و پژوهشی را دنبال می‌کنند. در حالی که پرند نگری لذت بردن، تجربه کسب کردن و آموختن از دنیای پر رمز و راز پرندگان است و پرنده‌نگرها برای کسب لذت بیشتر، از جزیی‌نگری پرهیز می‌کنند.
- اصول پرنده‌نگری در جنگل:

بر روی زمین به دنبال پرنده‌ها باشید.
شاخه‌های کوتاه یا بوته‌های کوتاه می‌توانند محل زندگی بعضی از پرنده‌های کوچک باشند.
سایه‌بان درختان می‌توانند محل مناسبی برای پیدا کردن پرنده‌هایی باشند که در حال استراحت هستند.
- اصول پرنده‌نگری در نقاط مرطوب:

سر شاخهٔ درختان را به خوبی نگاه کنید.
کنار رودخانه‌ها می‌توانید پرنده‌هایی که برای خوردن آب می‌آیند را پیدا کنید.
- اصول پرنده‌نگری در ساحل:

کنار آب می‌توانید به سادگی پرنده‌هایی که برای قدم زدن آمده‌اند را پیدا کنید.
ممکن است پرنده‌هایی را پیدا کنید که بر روی صخره‌های کنار ساحل مشغول پرآرایی باشند.
از بهترین سامان‌های پرنده‌نگری در ایران می‌توان از مرداب انزلی، جزیره قشم، دریاچه ارومیه و شبه جزیره میان‌کاله را نام برد.